# 김진한
김진한(1964년 5월 19일 ~)은 태평양 돌핀스의 전 야구 선수다.

## 출신 학교
- 보성고등학교
- 인하대학교

## 같이 보기
- 1989년 태평양 돌핀스 시즌